# Fly All Ways
Fly All Ways es una línea aérea de Surinam, con base en Paramaribo. Entró en operación el 10 de enero de 2016. Vuela y se espera volar a varias ciudades de América del Sur y el Caribe.
Su primer vuelo comercial fue el 22 de enero de 2016 a São Luís, capital del estado de Maranhao en Brasil. El 5 de febrero de 2016 fue seguido por el primer vuelo charter a Barbados. Más tarde, en febrero de 2016 los primeros vuelos Seguido a Willemstad, Curazao y Philipsburg, San Martín. En el mismo mes Guyana otorgó a los nuevos derechos de las aerolíneas para operar vuelos regulares a Guyana con conexiones a Brasil y el Caribe.

## Flota
La flota de la aerolínea está compuesta por las siguientes aeronaves:
| Aeronaves       | En servicio | Pedidos | Pasajeros                                         | Pasajeros                                         | Pasajeros                                         | Matrículas                                        | Antigüedad                                        |
| Aeronaves       | En servicio | Pedidos | C                                                 | Y                                                 | Total                                             | Matrículas                                        | Antigüedad                                        |
| --------------- | ----------- | ------- | ------------------------------------------------- | ------------------------------------------------- | ------------------------------------------------- | ------------------------------------------------- | ------------------------------------------------- |
| Airbus A320-200 | —           | 1       | 12                                                | 138                                               | 150                                               | Pendiente de matriculación                        | 16,1 años                                         |
| Fokker 70       | 1           | —       | —                                                 | 80                                                | 80                                                | PZ-TFB                                            | 28,8 años                                         |
| Total           | 1           | 1       | Edad media de la flota (marzo de 2025): 22,5 años | Edad media de la flota (marzo de 2025): 22,5 años | Edad media de la flota (marzo de 2025): 22,5 años | Edad media de la flota (marzo de 2025): 22,5 años | Edad media de la flota (marzo de 2025): 22,5 años |

### Flota histórica
| Aeronaves      | Total | Introducido | Retirado | Matrículas              |
| -------------- | ----- | ----------- | -------- | ----------------------- |
| Boeing 737-800 | 3     | 2018        | 2020     | OM-HEX, OM-KEX y OM-LEX |

## Destinos
En marzo de 2025, Fly All Ways vuela a los siguientes destinos
| Países  | Destinos         | Aeropuertos                                                 | Desde | Desde |
| Países  | Destinos         | Aeropuertos                                                 | PBM   | GEO   |
| ------- | ---------------- | ----------------------------------------------------------- | ----- | ----- |
| Curacao | Willemstad       | Aeropuerto Internacional Hato                               | X     |       |
| Cuba    | La Habana        | Aeropuerto Internacional José Martí                         |       | X     |
| Cuba    | Santiago de Cuba | Aeropuerto Internacional de Santiago de Cuba                | X     |       |
| Guyana  | Georgetown       | Aeropuerto Internacional Cheddi Jagan (hub secundario)      | X     |       |
| Surinam | Paramaribo       | Aeropuerto Internacional Johan Adolf Pengel (hub principal) |       | X     |

### Antiguos destinos
| Países               | Destinos            | Aeropuertos                                         |
| -------------------- | ------------------- | --------------------------------------------------- |
| Barbados             | Bridgetown          | Aeropuerto Internacional Grantley Adams             |
| Brasil               | Belém               | Aeropuerto Internacional de Belém                   |
| Brasil               | Fortaleza           | Aeropuerto Internacional Pinto Martins              |
| Colombia             | Cartagena de Indias | Aeropuerto Internacional Rafael Núñez               |
| Cuba                 | Camagüey            | Aeropuerto Internacional Ignacio Agramonte          |
| Jamaica              | Kingston            | Aeropuerto Internacional Norman Manley              |
| República Dominicana | Santo Domingo       | Aeropuerto Internacional de Las Américas            |
| Venezuela            | Caracas             | Aeropuerto Internacional de Maiquetía Simón Bolívar |